# جين بوران
جين بوران Jeanne Bourin (13 يناير 1922 - 19 مارس 2003) كاتبة فرنسية اشتهرت برواياتها التاريخية.
في عام 1963 صدرت روايتها "السعادة امرأة" وهي رواية تاريخية عن العلاقة بين بيير دي رونسارد (أمير الشعراء) وكاساندرا سالفياتي [الإنجليزية]. 
كتبت عدداً من الروايات الأخرى وحصلت على عدة جوائز منها وسام جوقة الشرف.
توفيت جين بوران في لو ميسنيل لو روا عام 2003.